# Uummannaq
Ej att förväxla med Uummannaq (Dundas).
Uummannaq är en tätort med omkring 1 300 invånare i Avannaata kommun i Grönland. Tidigare var Uummannaq säte i Uummannaqs kommun.

## Geografi och ekonomi
Staden ligger på en tolv kvadratkilometer stor ö i Uummannaq-fjorden, 590 kilometer norr om Polcirkeln. Ummannaq betyder ”det hjärtformade”, och kommer från formen på öns över 1 100 meter höga berg alldeles i närheten av staden. Området har ett stabilt klimat med 2 000 soltimmar per år och endast 100 millimeter årsnederbörd.
Inom kommunen finns tio glaciärer, varav en, Qarajaq, är den som flyter snabbast i hela världen, 5,7 kilometer per år. De produktiva glaciärerna innebär att orten Uummannaq under sommaren ofta har hundratals isberg inom direkt synhåll.

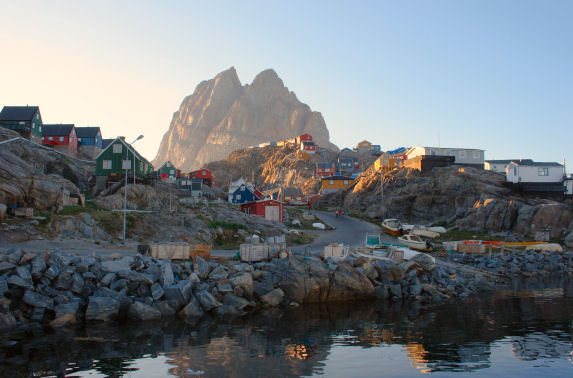
En del av staden, med det "hjärtformade" berget i bakgrunden

Fiske och sälfångst är ortens huvudnäringar. Det finns ett hotell i staden. Turismen motverkas dock av att det är relativt besvärligt att ta sig till Uummannaq-ön, som inte har någon flygplats vid staden, utan bara en helikopterflygplats, varifrån det går helikoptertrafik till kommunens sju byar (danska: bygder). Kommunens flygplats ligger vid byn Qaarsut på andra sidan fjorden, 15 minuters helikopterresa bort.
Fram till 2006 var Uummannaq den nordligaste terminalen för fartygstrafik med passagerar- och fraktlinjen Arctic Umiaq Line, med avgångar en gång i veckan, men den regelbundna trafiken går numera inte längre norrut än Ilulissat. Fraktfartyg anlöper dock Uummannaq med ojämna mellanrum, bland annat på väg till gruvor längre norrut, och orten får även ibland sommartid besök av kryssningsfartyg. Danmarks TV lanserade 1989 en plats på denna ö, strax utanför tätorten, som Jultomtens hem. Huset som TV byggde står kvar.

## Historia
I området fanns på 1700- och 1800-talen flera valfångststationer. I valfångarnas kölvatten kom köpmän och missionärer. Kolonin Uummannaq grundades 1763. Byn har kvar några gamla byggnader, jordstugor som fungerar som museum över hur befolkningen bodde förr. Men det märkligaste historiska och arkeologiska fyndet har flyttats till Grönlands Nationalmuseum i Nuuk: en grupp välbevarade mumier bestående av sex vuxna och två barn. De naturligt mumifierade kropparna kan dateras till cirka år 1475 och är det äldsta kända fyndet av välbevarade människor och dräkter i hela Arktis. Fyndet skedde i en grotta 1972 av två jägare, nära den gamla vinterboplatsen Qilakitsoq. Dödsorsaken för gruppen är omdiskuterad.
Den 17 juni 2017 orsakade en tsunami svåra skador på många byggnader. Tsunamin orsakades av en jordbävning som utlöste ett stort jordskred.